# Castello di Moncolano
Das Castello di Moncolano, auch Torre di Prosecco genannt, (grad Mokolan oder auch Proseški stolp in Slowenisch,  Turm Prosseck in Deutsch) ist eine hochmittelalterliche Burgruine in Contovello, einem Ortsteil von Triest in der italienischen Region Friaul-Julisch Venetien. Die Burgruine liegt in der Nähe des Friedhofes mit Blick auf das Meer, unmittelbar oberhalb des Schlosses Miramare.
Ursprünglich hieß die Burg „Castello di Moncholano“, wurde später nach der benachbarten Siedlung als „Torre di Prosecco“ genannt (die Siedlung Contovello wurde erst nach dem Bau der Burg gegründet). Dieser wurde in der Renaissance als das antike „Castello Pucino“ identifiziert und verlieh seinen Namen einem der berühmtesten Weine der Welt, dem Prosecco.

## Die Burg
Die Burg ließ die Stadt Triest Anfang des 14. Jahrhunderts zur Überwachung wichtiger Straßen und Produktionsgebiete an den Grenzen ihres Territoriums errichten. Die Gegend war bereits damals für die Herstellung exzellenter Weine bekannt.
Später erlebte die Burg verschiedene Wechselfälle, wurde mehrmals belagert und erobert und wurde schließlich auch zum Sitz des Lehens.
Im 17. Jahrhundert verfiel die Burg zur Ruine, von der heute nur noch Spuren der Mauern erhalten sind.